# او سه-جونک
او سه-جونک (انگلیسی: Oh Se-jong; ۹ اکتبر ۱۹۸۲ – ۲۷ ژوئن ۲۰۱۶) اسکیت‌باز سرعت اهل کره جنوبی بود.